# Коромыслово (Ивановская область)
Коромыслово — деревня в Комсомольском районе Ивановской области России, входит в состав Подозёрского сельского поселения.

## География
Деревня с юга примыкает к центру поселения селу Подозёрский и находится в 23 км на север от райцентра города Комсомольск.

## История
В конце XIX — начале XX века деревня входила в состав Березниковской волости Нерехтского уезда Костромской губернии, с 1918 года — Иваново-Вознесенской губернии.
С 1929 года деревня входила в состав Кузнецовского сельсовета Писцовского района Ивановской области, с 1932 года — в составе Комсомольского района, с 1954 года — в составе Березниковского сельсовета, с 1976 года — центра Коромысловского сельсовета, с 2005 года — в составе Подозёрского сельского поселения.

## Население
| 1872 | 1897 | 1907 | 2002 | 2010 |
| ---- | ---- | ---- | ---- | ---- |
| 329  | ↘285 | ↗301 | ↗518 | ↘488 |